# Còdex Trivulzianus
El Codex Trivulzianus és un manuscrit de Leonardo da Vinci que originalment contenia 62 fulls, però avui només romanen 55. Documenta els intents de Leonardo per millorar la seva modesta educació literària, mitjançant llargues llistes de cultismes copiats de fonts lèxiques i gramaticals autoritzades. El manuscrit també conté estudis d'arquitectura militar i religiosa.
El Còdex Trivulzianus es guarda al Castell Sforzesco a Milà, Itàlia, però no està normalment disponible per al públic. La sala del castell on està també conté frescos pintats per Leonardo.